# ميس شبكي
ميس شبكي (الاسم العلمي:Celtis reticulata) هو نوع غير مؤكد من النباتات يتبع جنس الميس من الفصيلة القنبية.